# Косамби, Дамодар Дхармананд
Дамодар Дхармананд Косамби (англ. Damodar Dharmananda Kosambi; сокр. Д. Д. Косамби, англ. D. D. Kosambi; 31 июля 1907, Косбен, Гоа — 29 июня 1966, Бомбей, Индия) — индийский математик, статистик, филолог, историк марксистского толка и общественный деятель.
Один из виднейших текстологов и специалистов по древнеиндийской литературе на санскрите, в области истории изучал преимущественно древнюю Индию, её культуру и общественные отношения.

## Биография
Косамби родился в Косбене неподалёку от Гоа (Панаджи), находившегося под португальским владычеством. Его отец, Дхармананд Дамодар Косамби, происходил из варны брахманов, однако впоследствии выступил против кастовой системы и устаревших ритуалов, обратившись в буддизм и проведя значительную часть жизни в скитаниях. Косамби-старший был одним из ведущих филологов Индии, что в значительной мере предопределило атмосферу, в которой воспитывался его сын. Уже в восьмилетнем возрасте Дамодар Дхармананд Косамби окончил начальную школу.
В 1918 Д. Д. Косамби и его старшая сестра Маннк Косамби отправились с отцом, приглашённым Гарвардским университетом для работы с буддийскими источниками, в Массачусетс. В 1920 Косамби-младший поступил в высшую латинскую школу в Кембридже. В Кембридже он познакомился и сдружился с информатиком Норбертом Винером, отец которого сотрудничал с Косамби-старшим. В отличие от большинства своих сверстников, Косамби не сосредотачивал своё внимание на одном предмете, а успешно совмещал изучение математики, естественных и общественных наук.
Блестяще сдав школьные экзамены, Косамби получил предложение поступать в Гарвардский университет, но прервал свою учёбу в 1924 и вернулся в Индию, чтобы участвовать в национально-освободительном движении (отец Косамби, вернувшийся в Гуджаратский университет, был близким соратником Махатмы Ганди). В США семья Косамби вернулась в 1926, и в 1929 Дамодар Дхармананд получил диплом Гарварда.
По возвращении в Индию преподавал математику и немецкий язык в индуистском университете Банараса (1930) и мусульманском университете Алигара (1931), куда был приглашён Андре Вейлем. Статьи Косамби по дифференциальной геометрии, математическому анализу, астрономии и физике («Прецессии эллиптической орбиты») начали печататься в индийских, итальянских и немецких изданиях.
С 1933 по 1945 Косамби работал в колледже им. Фергюссона в Пуне, преподавая математику и работая над теорией графов. В 1944 он издал небольшую статью на четыре страницы, в которой изложил свою функцию карт. Кроме того, в этот период Косамби сделал значительный вклад в историческую науку Индии. Заядлый нумизмат, Косамби уделял значительное внимание научному изучению нумизматики и использованию в нём математических и исторических методов.
В 1945 Бхабха Хоми Джехангир Баба предложил Косамби должность профессора математики в Институте фундаментальных исследований (Институте общественных наук) им. Тата в Бомбее. Работа Косамби в Институте им. Тата (с 1945 до 1962) считается важнейшим периодом его научной деятельности.
В 1965 был издан главный (наряду с «Введением в изучение индийской истории») исторический труд Косамби — «Культура и цивилизация древней Индии». В нём Косамби осмысливает историю и традицию Индии на основе принципов исторического и диалектического материализма. Л.Б. Алаев называет Косамби пионером марксистского подхода к ранней истории Индии.
Начиная с последнего этапа борьбы за независимость Индии, Косамби примыкал к левым, в частности, к Коммунистической партии Индии. Несмотря на внешнеполитический курс Джавахарлала Неру и декларируемые им социалистические принципы, Косамби вместе с тем считал их лишь прикрытием для капитализма и выступал с жёсткой критикой внутренней политики индийского руководства, считая его уступками буржуазии, что вызвало напряжённость в его отношениях с властями и даже уход из института им. Таты. Он приветствовал курс маоистского руководства Китайской Народной Республики (на протяжении 1952—1962 он был постоянным гостем в КНР) и активно участвовал в антивоенном движении в качестве члена Всемирного совета мира. Налаживая контакты с единомышленниками и участвуя в конгрессах мира, Косамби неоднократно посещал Москву, Пекин и Хельсинки.
Дочь Косамби, Мира Косамби — социолог и деятель феминистского движения.

## Сочинения
- D. D. Kosambi. An introduction to the study of Indian history. Bombay, 1956
- D.D. Kosambi Indian Numismatics. New Delhi: Orient Longman, 1981
- Косамби Д. Д. Культура и цивилизация древней Индии. М., 1968.